# Juglans mandshurica
Juglans mandshurica là một loài thực vật có hoa trong họ Juglandaceae. Loài này được Maxim. mô tả khoa học đầu tiên năm 1856.

## Hình ảnh

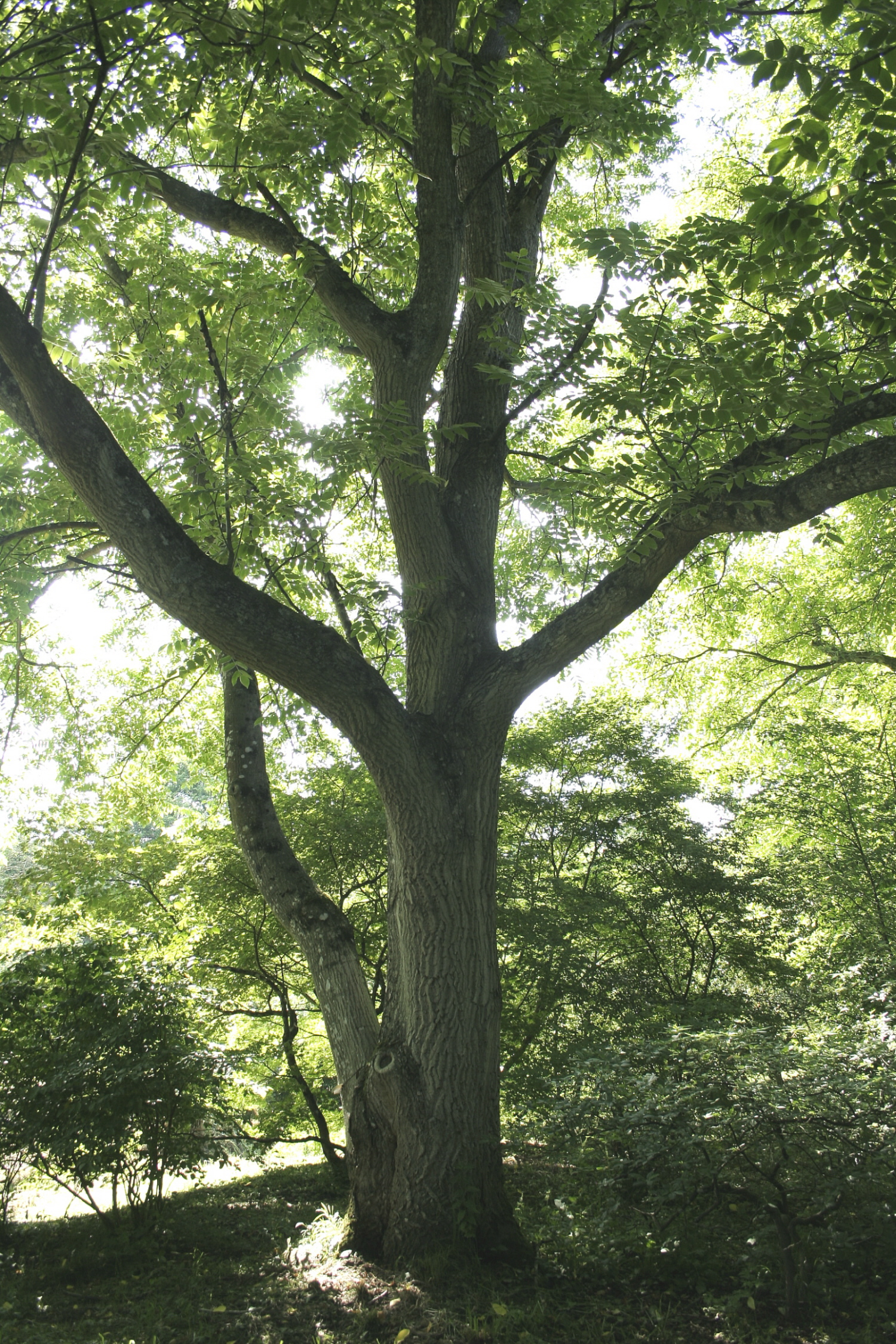
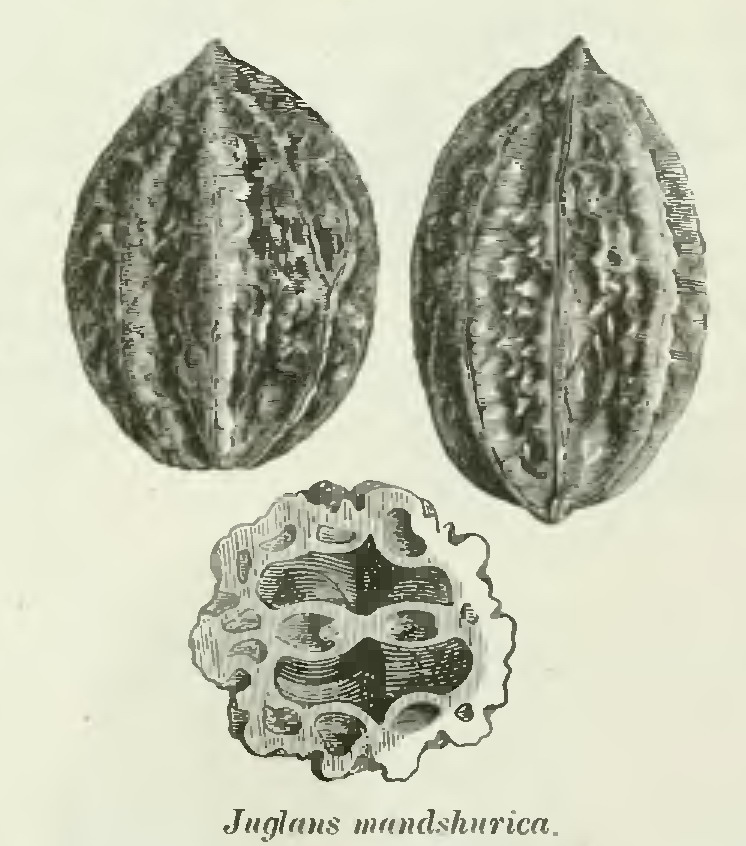
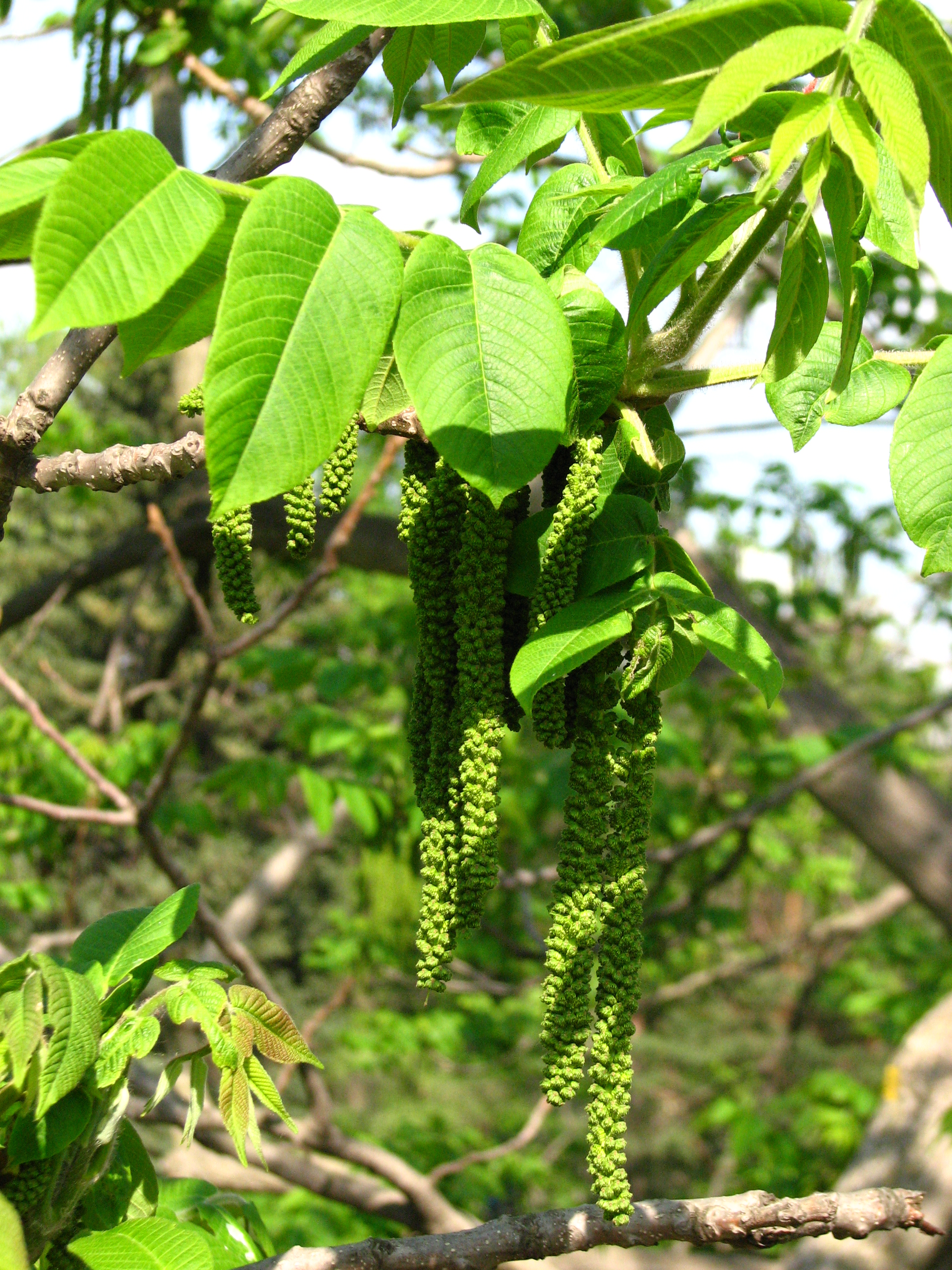
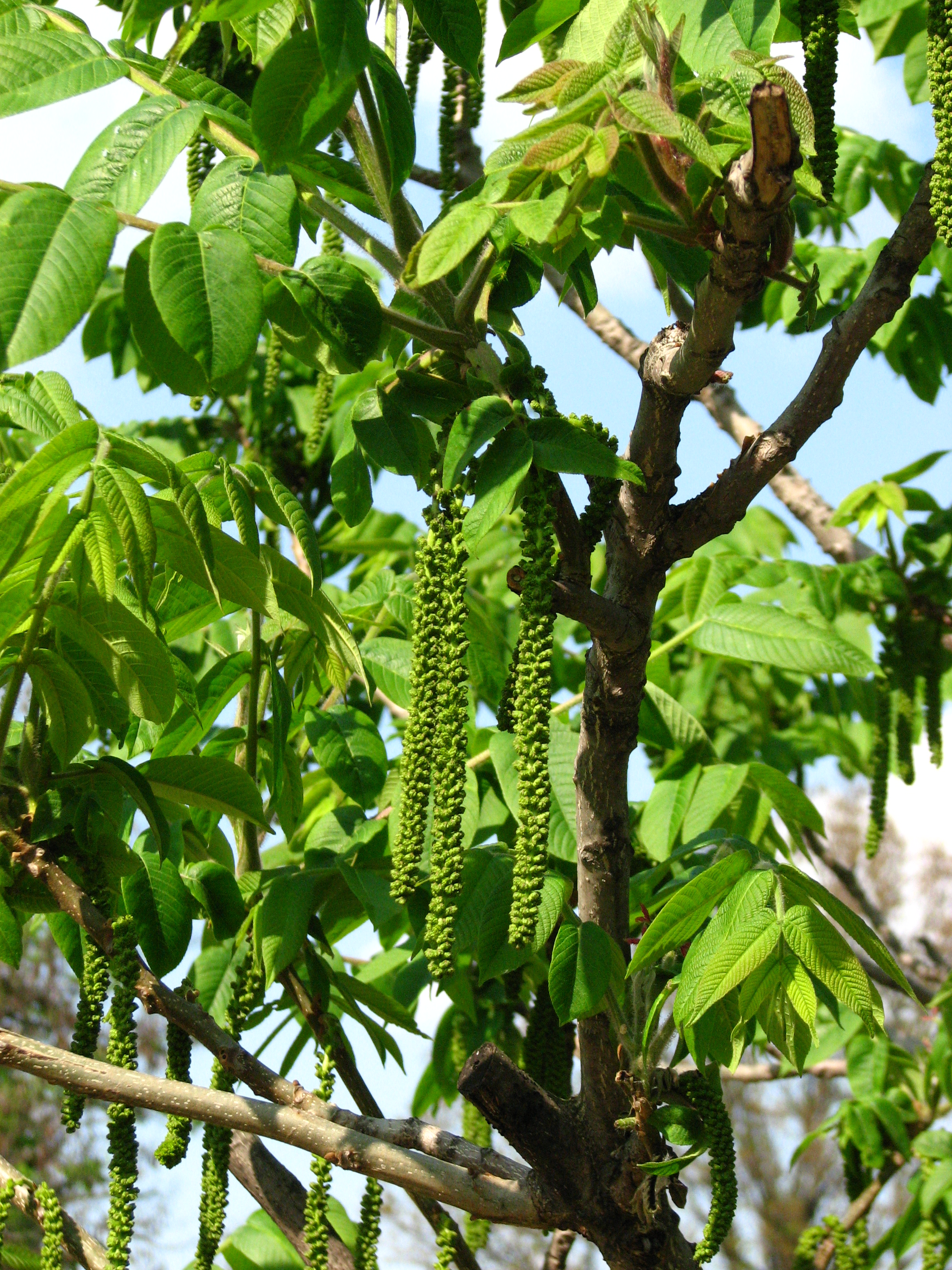